# Juan Antonio Sánchez del Campo
Juan Antonio Sánchez del Campo (Terrones, Salamanca, 9 de junio de 1834-Llen, Salamanca, junio de 1913) fue un político español.

## Biografía
Nació en Terrones, alquería situada a cinco leguas de Salamanca. Procedía de una familia antigua y rica en bienes raíces y ganadedería, reconocida como una de las primeras de la provincia de Salamanca. Juan Antonio Sánchez del Campo cursó gramática y filosofía en la Universidad de Salamanca, pero tuvo que suspenderlos por razones de salud y por verse obligado a cuidar de los intereses de su casa.
En 1866 fue elegido por unanimidad diputado provincial por el partido de Sequeros. Tras la revolución de 1868, se adhirió al carlismo y fue elegido vocal de la Junta provincial católico-monárquica.
Cuando Sagasta, ministro de la Gobernación del gobierno provisional, atacó al partido carlista, atribuyéndole los desórdenes ocurridos en las elecciones generales de diputados, Sánchez del Campo protestó enérgicamente, y en su breve discurso defendió a sus correligionarios de Salamanca, que eran atacados en aquellas elecciones. Presentado como candidato a diputado a Cortes en solitario por el distrito de Sequeros, el 26 de febrero de 1871 dirigió a sus electores un manifiesto en el que afirmaba:

Al aspirar á tan alta como inmerecida honra, no me mueve otro interés que el de coadyuvar con todas mis fuerzas, siquiera escasas, al triunfo de la monarquía tradicional, basada en el derecho; protectora de la religión católica, apostólica, romana, y origen fecundo de la moralidad, del orden, justicia y prosperidad de los pueblos.

Seré incansable en la defensa de vuestros bienes de propios y comunes, seriamente comprometidos por los principios de una exagerada desamortización, que hiriendo vivamente el corazón de la industria agrícola, amenaza hundiros en la más espantosa miseria.

Para conseguir mis deseos he de renunciar á mis comodidades, desatender mis negocios y hasta separarme de mis hijos; pero ni estos ni mayores sacrificios me arredran ante la idea de contribuir á la salvación de nuestra desgraciada patria.

En la elección obtuvo 5.233 votos, mientras que su contrario, Álvaro Gil Sanz, candidato ministerial, solo alcanzó 3.585. En febrero de 1871 Sánchez del Campo fue elegido también diputado provincial por el distrito de Linares. En la siguiente convocatoria electoral de 1872 lograría revalidar su acta de diputado.
En 1888 se separó del carlismo y se adhirió al Partido Integrista liderado por Ramón Nocedal. Fue nuevamente elegido diputado por Salamanca en las elecciones de 1901 y 1903. Para las elecciones de 1907, Sánchez del Campo avaló la candidatura del también integrista Juan Lamamié de Clairac, a la cual se opuso el obispo de Salamanca Francisco Javier Valdés, partidario de la doctrina del mal menor y contrario al integrismo.
Se casó en primeras nupcias con Eleuteria Tabernero, con quien tuvo dos hijos: Manuel y Justo Sánchez Tabernero; y en segundas nupcias con María García, hermana del obispo de Segovia, con quien tres hijos más: José María, Eleuterio y Asunción Sánchez García.
Juan Antonio Sánchez del Campo falleció en junio de 1913. Su hijo Manuel Sánchez Tabernero fue senador por la provincia de Salamanca en 1914 y recibió el título de marqués de Llen del papa Pío X debido a obras de caridad con órdenes religiosas. Un nieto de este último, Manuel Sánchez-Tabernero de Prada, tercer marqués de Llen, fue general de división del Ejército del Aire.